# Lomatia
Genre
Classification phylogénétique
Lomatia est un genre de plantes à fleurs toujours vertes appartenant à la famille des Proteaceae.
Le genre a une distribution répartie autour du Pacifique sud, avec des espèces natives d'Australie orientale et d'autres d'Amérique du Sud, formant ainsi une partie de la flore antarctique. Certaines de ses 12 espèces sont très petites n'atteignant pas 50 cm de haut (dans le shrub australien), mais d'autres dépassent les 12 mètres.

## Espèces sélectionnées
- Lomatia arborescens - est de l'Australie
- Lomatia dentata - Chili
- Lomatia ferruginea - Chili, Argentine
- Lomatia fraseri - Australie orientale
- Lomatia fraxinifolia - Queensland
- Lomatia hirsuta - Chili, Argentine, Pérou
- Lomatia ilicifolia - Australie orientale
- Lomatia myricoides - Australie du sud-est
- Lomatia polymorpha - Tasmanie
- Lomatia silaifolia - Australie orientale
- Lomatia tasmanica (King's Lomatia) - Tasmanie
- Lomatia tinctoria - Tasmanie